# Mariakapel (Terschuren)
De Mariakapel is een niskapel in Terschuren bij Hoensbroek in de Nederlands Zuid-Limburgse gemeente Heerlen. De kapel staat aan de Wingerdweg op ongeveer 40 meter afstand van waar deze over gaat in de Terschurenweg. Op ongeveer 40 meter naar het zuiden stroomt aan de overzijde van de weg de Geleenbeek. Elders in Terschuren staat de Kruiskapel.
De kapel is gewijd aan het Maria.

## Geschiedenis
Toen in 1949 een processie door Terschuren kwam, ontstond bij buurtbewoners het idee om een Mariakapel op te richten. Niet lange tijd daarna bouwde men een kapel. De nis van de kapel was kleurrijk beschilderd en erin stond achter een traliewerk een zwarte piëta. Op de bovenrand van de nis was de tekst Ave Maria aangebracht.
De kapel raakte meerdere keren in verval, waarna het weer werd opgeknapt, totdat in 2008 en de buurt besloot om de problemen grondig aan te pakken en de kapel te herbouwen. Op 26 september 2010 werd de kapel opnieuw ingezegend door hulpbisschop Everard de Jong.

## Bouwwerk
De mergelstenen kapel is gebouwd in een talud en bestaat uit een grote nis op een rechthoekig plattegrond met aan de voorzijde vanaf de hoeken twee gebogen muurtjes. De gebogen muurtjes dalen langzaam af, zijn gedekt met een hardstenen afdekplaat en hebben aan het uiteinde een kleine bloembak. Onder de grote nis is de frontgevel opgebouwd uit gemetselde rechthoekige blokken mergel (terwijl elders onregelmatige vormen gebruikt zijn) en zijn op de voorgevel letters aangebracht. De is heeft een rondboogvorm en wordt afgesloten met een glasplaat en een hekwerk.
Van binnen is de nis wit geschilderd en is er verlichting aangebracht. In de nis staat een Mariabeeld.